# چقابدار
چقابدار، روستایی از توابع بخش مرکزی شهرستان دورود در استان لرستان ایران است. اکثریت مردم این روستا از طوایف پاپی قائدرحمت و دالوند می باشند

## جمعیت
این روستا در دهستان دورود قرار دارد و براساس سرشماری مرکز آمار ایران در سال ۱۳۸۵، جمعیت آن ۳٬۴۰۳ نفر (۷۳۴خانوار) بوده‌است.